# Europejska Usługa Opłaty Elektronicznej
Europejska Usługa Opłaty Elektronicznej (ang. European Electronic Toll Service, EETS) – system umożliwiający uiszczenie należności na obszarach elektronicznego poboru opłat na terenie Unii Europejskiej przy użyciu jednego urządzenia pokładowego, tzw. OBU, jednego konta użytkownika oraz na podstawie jednej umowy. Wprowadzenie tego rozwiązania zostało uchwalone w dyrektywie Parlamentu Europejskiego i Rady Unii Europejskiej, która opisuje zasady międzynarodowej umowy o utworzeniu europejskiego elektronicznego systemu poboru opłat. Przepisy dot. EETS zostały wprowadzone do polskiego porządku prawnego na mocy ustawy z dnia 13 maja 2016 o zmianie ustawy o drogach publicznych oraz ustawy o autostradach płatnych oraz o Krajowym Funduszu Drogowym.
Celem przyświecającym utworzeniu EETS było ujednolicenie sposobów poboru opłat poprzez otwarcie rynku na firmy zewnętrzne, świadczące konkurencyjne usługi.
Usługa EETS świadczona jest przez dostawcę EETS (osobę prawną dopuszczoną przez GITD), który dostarcza użytkownikowi urządzenie OBU do geolokalizacji pojazdu niezbędne do naliczenia opłaty za przejazd. Rozliczenie opłat odbywa się pomiędzy użytkownikiem OBU a dostawcą EETS, a następnie między dostawcą EETS a GITD.
Obecnie na terenie obszaru poboru opłat zarządzanym przez Szefa KAS żaden Dostawca EETS nie świadczy jeszcze usługi EETS.